# رفيع (إيران)
الرفيع هي مدينة عربية إيرانية تقع في قسم نيسان من مقاطعة الحويزة في محافظة خوزستان. حسب إحصاءات المركز الرسمي للإحصاءات الإيرانية في 2006 كان يسكن الرفيع 3810 شخص.